# Chaetocnema hortensis
Chaetocnema hortensis là một loài bọ cánh cứng trong họ Chrysomelidae. Loài này được Geoffroy miêu tả khoa học năm 1785.

## Hình ảnh

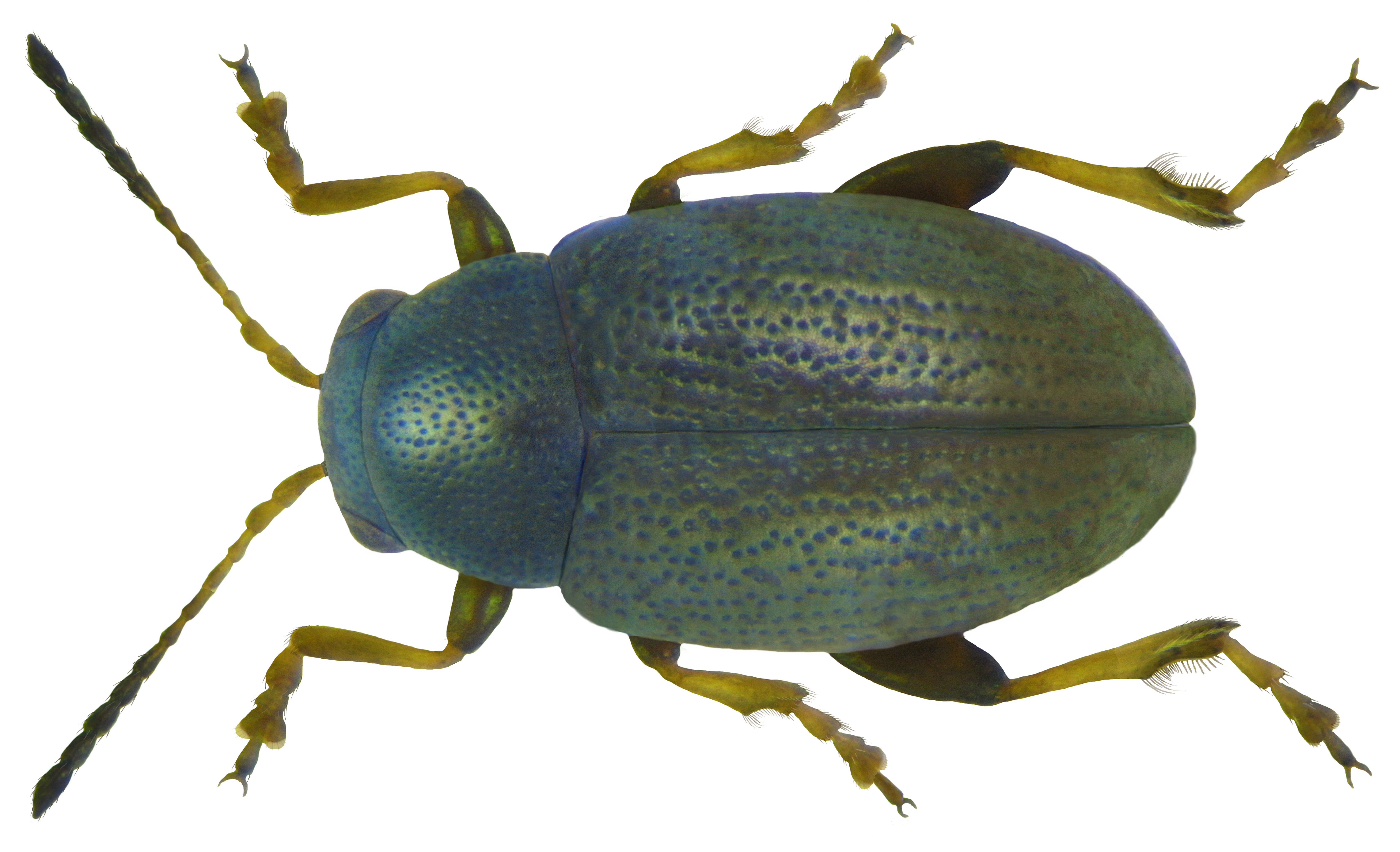